# Smokey Joe's Cafe (chanson)
Singles de The Robins
I Must Be Dreamin'
(1955) Down In Mexico (The Coasters)
(1956)
Smokey Joe's Cafe est une chanson populaire écrite par Jerry Leiber et Mike Stoller et enregistrée par le groupe de doo-wop américain The Robins en 1955, juste avant qu'ils ne deviennent The Coasters. 

## Historique
Les paroles de Smokey Joe's Cafe évoquent un vrai café appelé « Smokey Joe's », qui se trouvait juste à côté d'un puits de pétrole sur Beverly Boulevard et La Cienega à Los Angeles. Les puits de pétrole étaient courants à l'époque à L.A., mais il était quelque peu inhabituel d'avoir un restaurant juste à côté.
La chanson, enregistrée le 7 juillet 1955 (ou, possiblement, en janvier), sort en single en septembre 1955 sur Spark Records, le label de Leiber et Stoller.
Le succès de la chanson attire l'attention d'Atlantic qui signe The Robins sur Atco et offre à Leiber et Stoller un contrat de production indépendant pour les chansons du groupe,. Smokey Joe's Cafe est rééditée par Atco en décembre 1955. Si le single édité par Sparks obtient un succès local, sa réédition parvient à se hisser dans les deux classements rhythm & blues (no 10) et pop (no 79),. Il s'en vend 100 000 exemplaires.
Parce qu'une partie du groupe refuse de s'expatrier à New York, les Robins se renomment les Coasters dès l'année suivante. Smokey Joe's Cafe, comme plusieurs autres hits des Robins, est intégrée sur leur premier album, The Coasters, en 1957.

### Personnel
| The Robins - Carl Gardner : chant principal (ténor) - Grady Chapman : chant (ténor) - Terrell "Ty" Leonard : chant (ténor) - Bobby Nunn : chant (basse) - Billy Richard : chant (baryton) - Roy Richard : chant (baryton) | Musiciens additionnels - Barney Kessel ou Charles "Chuck" Norris : guitare - Mike Stoller : piano - Ralph "Waldo" Hamilton : contrebasse - John "Jessie" Sailes : batterie - Gil Bernal : saxophone ténor |

## Postérité
Smokey Joe's Cafe sert de titre à une comédie musicale jouée en 1995 à Broadway et basée sur les compositions de Leiber et Stoller. Pourtant, cette chanson n'est pas jouée dans le spectacle. Nommée pour 7 Tony Awards, Smokey Joe's Cafe est alors la comédie musicale restée le plus longtemps à l'affiche dans l'histoire. L'album qui en est tiré remporte un Grammy Award. En 2000 est réalisée une captation du show intitulée Smokey Joe's Cafe: Direct from Broadway.

### Reprises
La chanson fait l'objet de plusieurs reprises par différents artistes.
- 1966 : The McCoys sur leur album You Make Me Feel So Good.
- 1969 : Buddy Holly sur l'album posthume Giant, version enregistrée en 1959, avec des overdubs de Norman Petty en 1968.
- 1972 : Loudon Wainwright III sur Album III.
- 2009 : Paolo Nutini, piste bonus sur l'album Sunny Side Up.

### Dans les médias
Smokey Joe's Cafe figure dans le film de 1992 La Différence réalisé par Robert Mandel avec Matt Damon et Brendan Fraser.